# Velika Viktorijina pustinja
Velika Viktorijina pustinja nalazi se u južnom dijelu centralne Australije, između planina Musgrav i Peterman na istoku i gorja Robinson na zapadu. Na jugu ova pustinja prelazi u vapnenačku ravnicu Nullarbor.
Pustinja se izdiže iznad razine mora od oko 200m na jugu do 700m na sjeveru. Ova pustinja je pješčana s mnogo malih dina, koje se zakonomjerno nižu jedna za drugom. Predjeli pješčanih pustinja smjenjuju se s jezerskim depresijama i zaslanjenim pustinjama. Na istoku se Velika Viktorijina pustinja spaja s pustinjama prostrane depresije jezera Eyre. Zapadni dio predstavljen je ravnicom sa slabim pokrivačem eolskog pijeska.
Prosječna godišnja količina padalina u Velikoj Viktorijinoj pustinji je 200-250mm.
Tlo i biljni svijet imaju veoma sličan karakter kao i kod Velike pješčane pustinje.